# Pizza My Heart (filme)
Pizza My Heart (No Brasil Um Amor Que Acaba em Pizza) é um filme estadounidense original da ABC Family em estilo moderno de Romeu e Julieta. O filme foi dirigido por Andy Wolf e estreou em 24 de Julho de 2005 no canal original do filme, o ABC Family, e no Disney Channel estreou em 26 de Setembro de 2005.

## História
Os Prestolani e os Montebello são duas famílias que produzem pizza na mesma rua, sendo portanto, rivais há muito tempo até quando Gina Prestolani e Joe Montebello se apaixonam. O amor do casal floresce, mas será difícil as duas famílias se unirem.

## Elenco
- Shiri Appleby como Gina Prestolani
- Eyal Podell como Joe Montebello
- Michael Badalucco como Lou Prestolani
- Rob Boltin como Nicky Montebello
- Joanna Canton como Annette Prestolani
- Gina Hecht como Gloria Montebello
- Natalia Nogulich como Mary Prestolani
- Nick Spano como Carlo Montebello